# Alejandro Maciel
Alejandro Ramón Maciel (Eldorado, 22 aprile 1997) è un calciatore argentino, difensore del Banfield.

## Caratteristiche tecniche
È un difensore centrale

## Carriera
Cresciuto nel settore giovanile del Talleres (C), nel 2018 viene ceduto in prestito al Santamarina con cui fa il suo esordio professionistico giocando l'incontro di Primera B Nacional perso 2-0 contro l'Almagro

## Statistiche

### Presenze e reti nei club
Statistiche aggiornate al 31 luglio 2021.
| Stagione        | Squadra               | Campionato      | Campionato | Campionato | Coppe nazionali | Coppe nazionali | Coppe nazionali | Coppe continentali | Coppe continentali | Coppe continentali | Altre coppe | Altre coppe | Altre coppe | Totale | Totale |
| Stagione        | Squadra               | Comp            | Pres       | Reti       | Comp            | Pres            | Reti            | Comp               | Pres               | Reti               | Comp        | Pres        | Reti        | Pres   | Reti   |
| --------------- | --------------------- | --------------- | ---------- | ---------- | --------------- | --------------- | --------------- | ------------------ | ------------------ | ------------------ | ----------- | ----------- | ----------- | ------ | ------ |
| 2018-2019       | Santamarina           | PN              | 4          | 0          | CA              | 0               | 0               |                    | -                  | -                  |             | -           | -           | 4      | 0      |
| 2019-2020       | Villa Dálmine         | PN              | 21         | 1          | CA              | 0               | 0               |                    | -                  | -                  |             | -           | -           | 21     | 1      |
| 2020            | Central Córdoba (SdE) |                 | -          | -          | CdL             | 5               | 0               |                    | -                  | -                  |             | -           | -           | 5      | 0      |
| 2021            | Central Córdoba (SdE) | PD              | 4          | 0          | CA+CdL          | 0+6             | 0               |                    | -                  | -                  |             | -           | -           | 10     | 0      |
| Totale carriera | Totale carriera       | Totale carriera | 29         | 1          |                 | 11              | 0               |                    | -                  | -                  |             | -           | -           | 40     | 1      |